# Zheng Minzhi

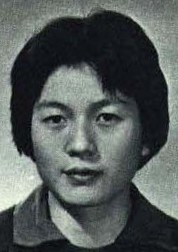
Zheng Minzhi, 1965

Zheng Minzhi (chinesisch 郑敏之, Pinyin Zhèng Mǐnzhī, W.-G. Cheng min-chih; * 1945) ist eine ehemalige chinesische Tischtennisspielerin. Sie wurde dreimal Weltmeisterin.
Zheng Minzhi spielte mit der Shakehand-Schlägerhaltung. Erstmals hörte man von ihr, als sie als 15-Jährige bei den chinesischen Mannschaftsmeisterschaften 1961 die amtierende Weltmeisterin Qiu Zhonghui besiegte. 1962 gewann sie zusammen mit Lin Hsi-meng die chinesische Meisterschaft im Doppel.
Viermal wurde sie für die Teilnahme an Weltmeisterschaften nominiert. Dabei wurde sie zusammen mit Lin Huiqing 1965 und 1971 Weltmeisterin im Doppel. 1965 stand sie zudem im chinesischen Weltmeisterteam. 1971 holte sie im Einzel Silber hinter ihrer Doppelpartnerin Lin Huiqing. Im Mannschaftswettbewerb wurde sie 1971 und 1973 Zweiter. 1973 konnte sie ihren Titel im Doppel nicht verteidigen, da ihre Partnerin Lin Huiqing wegen einer Lebererkrankung nicht teilnehmen konnte.
1974 beendete sie ihre Karriere als Leistungssportlerin.
Danach trainierte sie die chinesische Damennationalmannschaft. 1979 wurde sie Vizepräsident des chinesischen Tischtennis-Verbandes. Heute lebt sie in Shanghai.

## Turnierergebnisse
| Verband | Veranstaltung     | Jahr | Ort       | Land | Einzel        | Doppel    | Mixed         | Team |
| ------- | ----------------- | ---- | --------- | ---- | ------------- | --------- | ------------- | ---- |
| CHN     | Weltmeisterschaft | 1973 | Sarajevo  | YUG  | letzte 16     | letzte 32 | letzte 16     | 2    |
| CHN     | Weltmeisterschaft | 1971 | Nagoya    | JPN  | Silber        | Gold      | letzte 32     | 2    |
| CHN     | Weltmeisterschaft | 1965 | Ljubljana | YUG  | Viertelfinale | Gold      | letzte 16     | 1    |
| CHN     | Weltmeisterschaft | 1963 | Prag      | TCH  | letzte 128    | letzte 64 | Viertelfinale |      |